# 阿斯克 (塔恩-加龙省)
阿斯克（法語：Asques，法語發音：[ask]）是法国奧克西塔尼大區塔恩-加龙省的一个市镇，属于卡斯泰尔萨拉桑区。

## 地理
阿斯克（43°59'20"N, 0°56'58"E）面积10.61 平方千米，位于法国奧克西塔尼大區塔恩-加龙省，该省份为法国西南部内陆省份，北起顺时针与洛特省、阿韦龙省、塔恩省、上加龙省、热尔省和洛特-加龙省接壤。
与阿斯克接壤的市镇（或旧市镇、城区）包括：卡斯泰拉布泽、科蒙、拉维、勒潘、圣阿鲁梅、圣米歇尔。

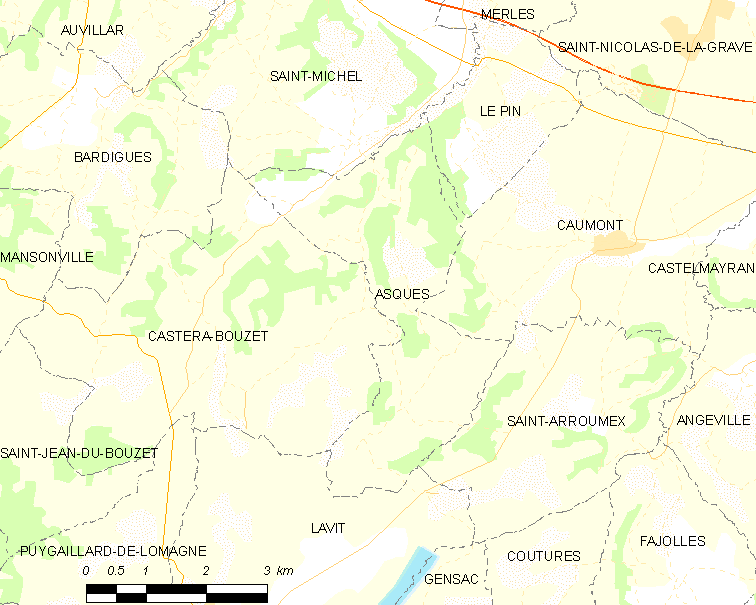
的OSM定位图

阿斯克的时区为UTC+01:00、UTC+02:00（夏令时）。

## 行政
阿斯克的邮政编码为82120，INSEE市镇编码为82004。

## 政治
阿斯克所属的省级选区为加龙-洛马涅-布吕尤瓦县。

## 人口

1962-2008年间人口变化图示

阿斯克于2022年1月1日时的人口数量为132人。